# Palau de Gel d'Andorra
El Palau de Gel d'Andorra és un centre lúdic i esportiu situat a la carretera general de la localitat de Canillo, Andorra. A més de l'activitat de patinatge sobre gel, s'hi realitzen cursos, sessions nocturnes amb música i kàrting sobre gel.

## Instal·lacions i activitats[2]
- Piscina climatitzada
- Espai fitness amb gimnàs, sauna, mur d'escalada i Raïm
- Espai empresa amb auditori, sales de reunions i menjars
- Espai infantil
- Botigues i Restaurants

Fins a l'any 2011 el Comú de Canillo destinava un milió d'euros a la instal·lació, l'últim any s'ha reduït als set-cents mil euros arran de l'externalització del gimnàs i restaurant. Al Nadal del 2011 va augmentar un 20% els usuaris respecte a l'any anterior.